# Yakō-Kanal
Der Yakō-Kanal (jap. 夜光運河, Yakō unga) ist eine künstliche Wasserstraße in der japanischen Stadt Kawasaki, Präfektur Kanagawa.

## Geographie
Der Kanal liegt im zum Keihin-Industriegürtel gehörigen Südteil des Stadtbezirks Kawasaki, im Viertel Yakō, das auch namensgebend für den Kanal wurde. Nordwestlich verläuft er bis zur Shiodome-Brücke, das Südostende wird durch den Schnittpunkt der Kanäle Chidori, Mizue und Shiohama markiert.

## Technische Daten
- Anfangspunkt: am Zusammenfluss des Chidori-, Mizue- und Shiohama-Kanals
- Endpunkt: an der Shiodome-Brücke im Viertel Yakō des Stadtbezirks Kawasaki
- Länge: 300 m
- Breite: 30–40 m
- Tiefe: 1–3 m

Koordinaten: 35° 31′ 12″ N, 139° 44′ 40″ O